# Türksat 1C
Türksat 1C ist ein von der Türksat betriebener Fernsehsatellit.

## Empfang
Der Satellit kann in der Türkei, in Mitteleuropa und Zentralasien empfangen werden. 
Die Übertragung erfolgt im Ku-Band. 
Die Ausleuchtzonen von Türksat 1C sind in einen westlichen- und einen östlichen Bereich aufgeteilt. Transponder mit horizontaler Abstrahlung sind nur im Ostbereich (Asien und Türkei) zu empfangen, vertikal abstrahlende Transponder nur im Westbereich (Europa & Türkei).